# Павиљон Књаз Милош
Павиљон Књаз Милош, раније познат као Извор киселе воде, налази се у оквиру Комплекса „Парк Буковичка бања” у Аранђеловцу. Павиљон је била прва фабрика у којој се флаширала минерална вода, у власништву акционарског друштва, која је експлоатисала воду у првој половини 20. века.
Зграда павиљона је подигнута 1907. године, на месту извора чија је каптажа урађена 1839. године, приликом доласка кнегиње Љубице у Аранђеловац. Прављен је по пројекту архитекте Бранка Таназовића у духу сецесије, павиљон је био једна од првих грађевина које су биле подигнуте у Србији од армираног бетона.
Зграда је имала три дела. У централном делу налазио се извор, у десном или северном крилу је било постројење за флаширање, а у левом, јужном крилу био је наткривени део намењен бањским гостима који су минералну воду користили у терапијске сврхе. Између Првог и Другог светског рата наткривени део добио је зидове.
Павиљон је обновљен 2016. године према пројекту архитеката Јелене Стризовић и Александре Лукић из Одељења за урбанизам Општине Аранђеловац, зашта је постала добитник награде Европске уније за културно наслеђе - Награде Evropa Nostre за 2018. годину у категорији Kонзервација.
По завршетку обнове поред извора са три врсте минералне воде, посетиоци се могу упознати са историјатом производње минералне воде Књаз Милош, кроз својеврсну музејску поставку и посетити уметничку галерију. 